# آنتیموان تری‌کلرید
آنتیموان تری‌کلرید (به انگلیسی: Antimony trichloride) با فرمول شیمیایی SbCl۳ یک ترکیب شیمیایی با شناسه پاب‌کم ۲۴۸۱۴ است. که جرم مولی آن ۲۲۸٫۱۳ g/mol می‌باشد. شکل ظاهری این ترکیب، بلورهای بی‌رنگ است.